# Wrażliwość społeczna przedsiębiorstwa
Wrażliwość społeczna przedsiębiorstwa – to cecha przedsiębiorstwa charakteryzująca się tym, że postępuje ono zgodnie z normami etycznymi i przepisami prawa oraz podejmuje dobrowolnie długookresowe działania niebiznesowe na rzecz swoich pracowników, społeczeństwa i środowiska naturalnego, które są związane z ich oczekiwaniami dotyczącymi satysfakcji z pracy, zapewnienia możliwości rozwoju pracowników, wspierania nauki, edukacji, kultury, sportu, ochrony zdrowia i pomocy społecznej, infrastruktury lokalnej oraz ochrony środowiska naturalnego, o których informuje w sposób kompleksowy, wiarygodny i zrozumiały otoczenie, w którym funkcjonuje. Przez dobrowolność podejmowania działań rozumie się, że nie wynikają z przepisów prawa, ani nie są podejmowane na skutek różnych nacisków na przedsiębiorstwo przez interesariuszy.
Przy analizie wrażliwości społecznej przedsiębiorstwa istotne jest zwrócenie uwagi, czy podejmowane działania nie mają charakteru incydentalnego. Jednorazowe działania nie mogą świadczyć o tym, że przedsiębiorstwo jest wrażliwe społecznie. Z tego powodu przy ocenie wrażliwości społecznej bierze się pod uwagę działania długookresowe, które co pewien czas się powtarzają lub będą się powtarzać, ponieważ wynikają z przyjętych celów strategicznych przedsiębiorstwa dotyczących obszarów związanych z wrażliwością społeczną.
Działania o charakterze niebiznesowym są przede wszystkim nastawione na korzyści dla ich beneficjentów, którymi są interesariusze niebiznesowi. Są nimi takie osoby, których nie łączą relacje biznesowe z przedsiębiorstwem. Dlatego też do działań charakteryzujących wrażliwość społeczną przedsiębiorstwa nie zalicza się działań podejmowanych m.in. na rzecz: właścicieli, klientów, dostawców, konkurentów, ponieważ relacje zachodzące między takiego typu interesariuszami a przedsiębiorstwem są relacjami wyłącznie biznesowymi. Wyjątek stanowią pracownicy, którzy posiadają relacje biznesowe z przedsiębiorstwem. Jednak są oni brani pod uwagę przy analizie wrażliwości społecznej przedsiębiorstwa ze względu na to, że stanowią największy jego kapitał.
Informowanie otoczenia w sposób kompleksowy oznacza, że informacje muszą dotyczyć wszystkich obszarów związanych z wrażliwością społeczną przedsiębiorstwa. Muszą to być informacje na temat działań przedsiębiorstwa na rzecz pracowników, społeczeństwa oraz ochrony środowiska naturalnego. Informacje wiarygodne to takie informacje, które są poparte konkretnymi faktami i są zweryfikowane przez niezależne podmioty. Informacje muszą być przedstawione w sposób komunikatywny dla interesariuszy, aby mogli na ich podstawie wyrobić sobie pogląd na temat wrażliwości społecznej przedsiębiorstwa. Konieczność informowania otoczenia o swojej wrażliwości wynika z faktu, że ta cecha ma coraz istotniejsze znaczenie przy podejmowaniu decyzji dotyczących przedsiębiorstwa przez jego interesariuszy. Dzięki upublicznieniu tych informacji można w łatwiejszy sposób je zweryfikować. Opublikowanie ich zachęca ponadto przedsiębiorstwo do bycia w przyszłości jeszcze bardziej wrażliwym społecznie, co obecnie ma kluczowe znaczenie.